# Gertrud Späth-Schweizer
Gertrud "Trudy" Späth-Schweizer (* 6. Dezember 1908 in Riehen; † 19. Oktober 1990 in Basel) war eine Schweizer Politikerin und die erste Schweizerin, die in eine politische Behörde gewählt wurde.

## Leben
Gertrud Späth-Schweizer, Tochter eines Wirts und Landwirts, wuchs in Riehen auf und besuchte die Frauenarbeitsschule in Basel. Anschliessend war sie fünf Jahre lang Leiterin der Billett- und Hauptkasse des Basler Stadttheaters. Nach der Heirat war sie Hausfrau und Mutter sowie eine Mitarbeiterin im Betrieb des Ehemannes.
Im Jahr 1958 wurde Späth-Schweizer in den Bürgerrat (Exekutive der Bürgergemeinde) von Riehen gewählt, dem sie bis 1974 angehörte. Somit war sie die erste Frau in der Schweiz, die in einer politischen Behörde tätig war. Als Vertreterin der Bürgerlichen Dorfpartei engagierte sie sich vor allem im Bereich der Fürsorge. Sie war reformiert.